# Alyssa Lampe
Alyssa Lampe (* 3. Oktober 1988) ist eine US-amerikanische Ringerin. Sie gewann bei den Weltmeisterschaften der Frauen 2012 und 2013 jeweils eine Bronzemedaille in den Gewichtsklassen bis 48 kg bzw. 51 kg Körpergewicht.

## Werdegang
Alyssa  Lampe besuchte als Jugendliche die Tomahawk High-School (Wisconsin), wo sie auch mit dem Ringen begann. Sie ist nunmehr Studentin am College von Northern Michigan, wohnt aber in Colorado Springs, weil sie dort im Leistungszentrum des US-amerikanischen Ringer-Verbandes trainiert. Ihre Trainer waren bzw. sind John Arnott, Shannyn Gillespie, Erin Tomeo und Terry Steiner. Die 1,55 Meter große Athletin gehört dem Ringerclub "Sunkist Kids" an.
Die ersten Erfolge für Alyssa Lampe stellten sich auf nationaler Ebene ab dem Jahre 2004 ein. Sie gewann in den Jahren 2004 bis 2006 jeweils Medaillen bei den US-amerikanischen Juniorenmeisterschaften. 2007 gewann sie bei der Junioren-Weltmeisterschaft (U 20) in Peking in der Gewichtsklasse bis 48 kg eine Bronzemedaille. Das war ihr erster Medaillengewinn bei einer internationalen Meisterschaft. In den folgenden Jahren entwickelte sie sich kontinuierlich weiter. 2008 gewann sie bei der Junioren-Weltmeisterschaft (U 20) in Istanbul in der Gewichtsklasse bis 48 kg erneut eine Bronzemedaille.
2009 wurde sie bei der US-amerikanischen Meisterschaften in der Gewichtsklasse bis 51 kg Dritte und wurde danach bei der Panamerikanischen Meisterschaft in Maracaibo in dieser Gewichtsklasse eingesetzt. Sie gewann dort den Titel vor Terri McNutt, Kanada und Romina Gonzalez aus Argentinien. Bei der amerikanischen WM-Ausscheidung (Trials) scheiterte sie 2009 noch an Clarissa Chun, die auch in den folgenden Jahren eine ihrer Hauptkonkurrentinnen in ihrer Gewichtsklasse sein würde. 2010 wurde Alyssa Lampg dann erstmals US-amerikanische Meisterin in der Gewichtsklasse bis 48 kg vor Mary Kelly, Sara Fulp-Allen und Victoria Anthony. Sie siegte auch bei den WM-Trials vor Clarissa Chun und Sara Fulp-Allen. Bei der Weltmeisterschaft 2010 in Moskau musste sie aber noch Lehrgeld bezahlen, denn sie verlor dort gleich ihren ersten Kampf gegen Iwona Matkowska, Polen, nach Punkten. Da die Polin den Endkampf nicht erreichte, schied sie aus und kam nur auf den 20. Platz.
2011 belegte Alyssa Lampe bei den WM-Trials hinter Clarissa Chun den 2. Platz. Auch bei den US-amerikanischen Olympia-Trials belegte sie in der Gewichtsklasse bis 48 kg hinter Clarissa Chun den 2. Platz. Sie gewann aber ein Ausringen um den Startplatz bei der Frauen-Weltmeisterschaft 2012 gegen Whitney Conder und konnte deshalb bei der Weltmeisterschaft 2012 in Stathcona County/Kanada in der Gewichtsklasse bis 51 kg an den Start gehen. Bei dieser Weltmeisterschaft siegte sie über Angela Dorogan, Aserbaidschan und Roksanan Zasina, Polen, verlor dann gegen Sun Yanan, China und sicherte sich danach mit einem Sieg über Elenora Abutalipowa aus Kasachstan eine WM-Bronzemedaille.
2013 wurde Alyssa Lampe zum zweiten Male USA-Meisterin in der Gewichtsklasse bis 48 kg. Sie siegte auch bei den WM-Trials. Beide Male vor Victoria Anthony. Bei der Weltmeisterschaft 2013 in Budapest gewann sie mit Siegen über Davi Nirmala, Indien, einer Niederlage gegen Eri Tosaka, Japan und Siegen über Madalina Linguraru, Rumänien, Tatjana Amanschol-Bakatschuk, Kasachstan und Melanie LeSaffre, Frankreich, wieder eine Bronzemedaille.

## Internationale Erfolge
| Jahr | Platz | Wettbewerb                                         | Gewichtsklasse | Ergebnisse |
| 2007 | 3.    | Junioren-WM (U 20) in Peking                       | bis 48 kg      | hinter Sofia Mattsson, Schweden und Fuyuko Mimura, Japan |
| 2008 | 4.    | "Dave-Schultz"-Memorial in Colorado Springs        | bis 48 kg      | hinter Sara Fulp-Allen, Clarissa Chun und Stephnie Murata, alle USA |
| 2008 | 3.    | Junioren-WM (U 20) in Istanbul                     | bis 48 kg      | hinter Fuyuko Mimura und Jildiz Eschimowa, Kasachstan |
| 2009 | 5.    | "Dave-Schultz"-Memorial in Colorado Springs        | bis 48 kg      | hinter Carol Huynh, Kanada, Alana King, Kanada, Sara Fulp-Allen und Ashley McKilligan, Kanada                                                                                                   |
| 2009 | 1.    | Panamerikanische Meisterschaft in Maracaibo        | bis 51 kg      | vor Terri McNutt, Kanada und Romina Gonzalez, Argentinien |
| 2010 | 3.    | "Dave-Schultz"-Memorial in Colorado Springs        | bis 48 kg      | hinter Zhao Shasha, China und Carol Huynh |
| 2010 | 4.    | Welt-Cup in Nanjing                                | bis 48 kg      | hinter Tsogtbadsaryn Enchdschargal, Mongolei, Zhao Shasha und Natalja Pulkowska, Ukraine |
| 2010 | 3.    | Golden-Grand-Prix in Baku                          | bis 48 kg      | hinter Jildiz Eschimowa und Ayano Suzuki, Japan |
| 2010 | 20.   | WM in Moskau                                       | bis 48 kg      | nach einer Niederlage gegen Iwona Matkowska, Polen |
| 2010 | 2.    | New-York-Athletic-Club International Open          | bis 48 kg      | hinter Clarissa Chun, vor Victoria Anthony, USA |
| 2011 | 5.    | Welt-Cup in Lievin                                 | bis 48 kg      | hinter Jildiz Eschimowa, Hitomi Obara Sakamoto, Japan, Li Xiaomei, China und Tschuluunbaataryn Gantschimeg, Mongolei                                                                            |
| 2011 | 4.    | Sunkist-Kids International Open in Phoenix         | bis 48 kg      | hinter Jessica MacDonald, Kanada, Lindsay Prickett, Kanada und Jessica Medina, USA |
| 2012 | 1.    | "Dave-Schultz"-Memorial in Colorado Springs        | bis 48 kg      | vor Jessica Medina, Victoria Anthony und Carol Huynh |
| 2012 | 3.    | Panamerikanische Meisterschaft in Colorado Springs | bis 48 kg      | hinter Patricia Bermudez, Argentinien und Katinka Toaza Avelino, Mexiko |
| 2012 | 5.    | Welt-Cup in Tokio                                  | bis 51 kg      | hinter Dawaasüchiin Otgontsetseg, Mongolei, Yū Miyahara, Japan, Zhao Shasha und Aljona Adaschinskaja, Russland                                                                                  |
| 2012 | 1.    | Canada-Cup in Guelph                               | bis 48 kg      | vor Jasmine Mian, Kanada und Miyu Yamamoto Ikeda, Japan |
| 2012 | 3.    | WM in Strathcona County/Kanada                     | bis 51 kg      | nach Siegen über Angela Dorogan, Aserbaidschan und Roksana Zasina, Polen, einer Niederlage gegen Sun Yanan, China und einem Sieg über Elenora Abutalipow, Kasachstan                            |
| 2012 | 1.    | New-York-Athletic-Club International Open          | bis 48 kg      | vor Ai Nakya, Japan und Lyndsey Almeida, Kanada |
| 2013 | 3.    | "Dave-Schultz"-Memorial in Colorado Springs        | bis 48 kg      | hinter Sun Yanan und Jade Parsons, Kanada |
| 2013 | 1.    | Intern. Turnier in Kiew                            | bis 48 kg      | vor Elena Wostrikowa, Russland, Victoria Anthony und Maria Liwatsch, Ukraine |
| 2013 | 1.    | Grosser Preis von Spanien                          | bis 48 kg      | vor Mayelis Caripá, Venezuela und Elena Wostrikowa |
| 2013 | 3.    | WM in Budapest                                     | bis 48 kg      | nach einem Sieg über Davi Nirmala, Indien, einer Niederlage gegen Eri Tosaka, Japan und Siegen über Madalina Linguraru, Rumänien, Tatjana Amanschol-Bakatschuk und Melanie LeSaffre, Frankreich |

Erläuterungen
- alle Wettkämpfe im freien Stil
- WM = Weltmeisterschaft
- "Trials" = Ausscheidungswettkampf